# مارتن تشالفي

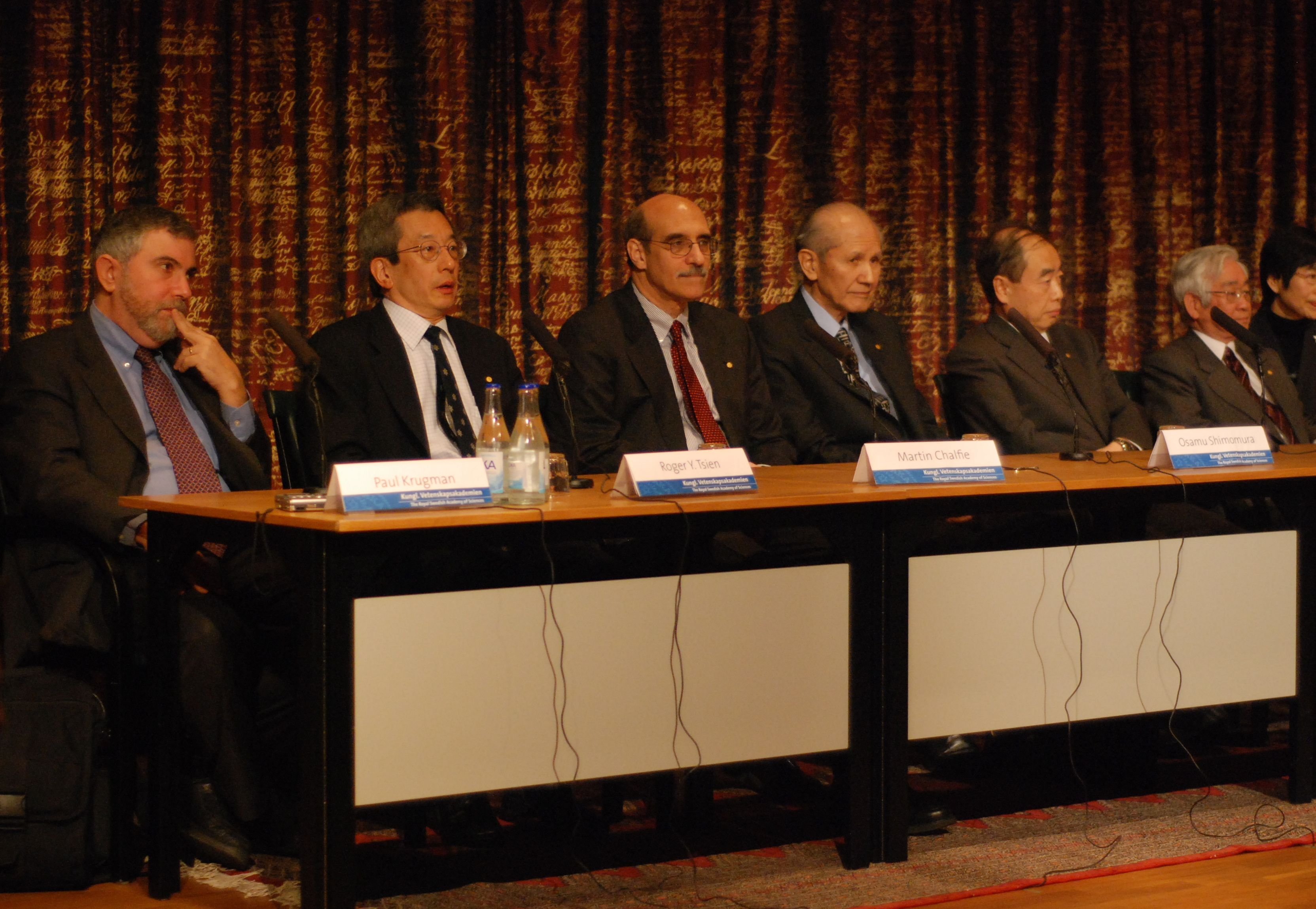
بول كروغمان ، وروجر تسين ، ومارتن تشالفي ، وأوسامو شيمومورا ، وماكوتو كوباياشي ، وتوشيهيد ماسوكاوا ، الحائزون على جائزة نوبل عام 2008 ، في مؤتمر صحفي في الأكاديمية السويدية للعلوم في ستوكهولم.

مارتن تشالفي (بالأنجليزية:Martin Chalfie) ولد عام 1947، عالم أمريكي من جامعة كولومبيا، حصل على جائزة نوبل في الكيمياء 2008 لقيامه بعدة دراسات لتطوير ما يُعرف بالبروتينات الفلورية الخضراء.

## روابط خارجية
- مارتن تشالفي على موقع الموسوعة البريطانية (الإنجليزية)
- مارتن تشالفي على موقع مونزينجر (الألمانية)
- مارتن تشالفي على موقع إن إن دي بي (الإنجليزية)